# Silicammina
Silicammina es un género de foraminífero bentónico considerado un sinónimo posterior de Placentammina de la subfamilia Saccammininae, de la familia Saccamminidae, de la superfamilia Saccamminoidea, del suborden Saccamminina y del orden Astrorhizida. Su especie tipo era Saccammina vulgaris. Su rango cronoestratigráfico abarcaba el Cretácico superior.

## Discusión
Clasificaciones previas incluían Silicammina en la superfamilia Astrorhizoidea, así como en el suborden Textulariina del orden Textulariida.

## Clasificación
Silicammina incluye a la siguiente especie:
- Silicammina vulgaris †